# Antonios Trakatellis

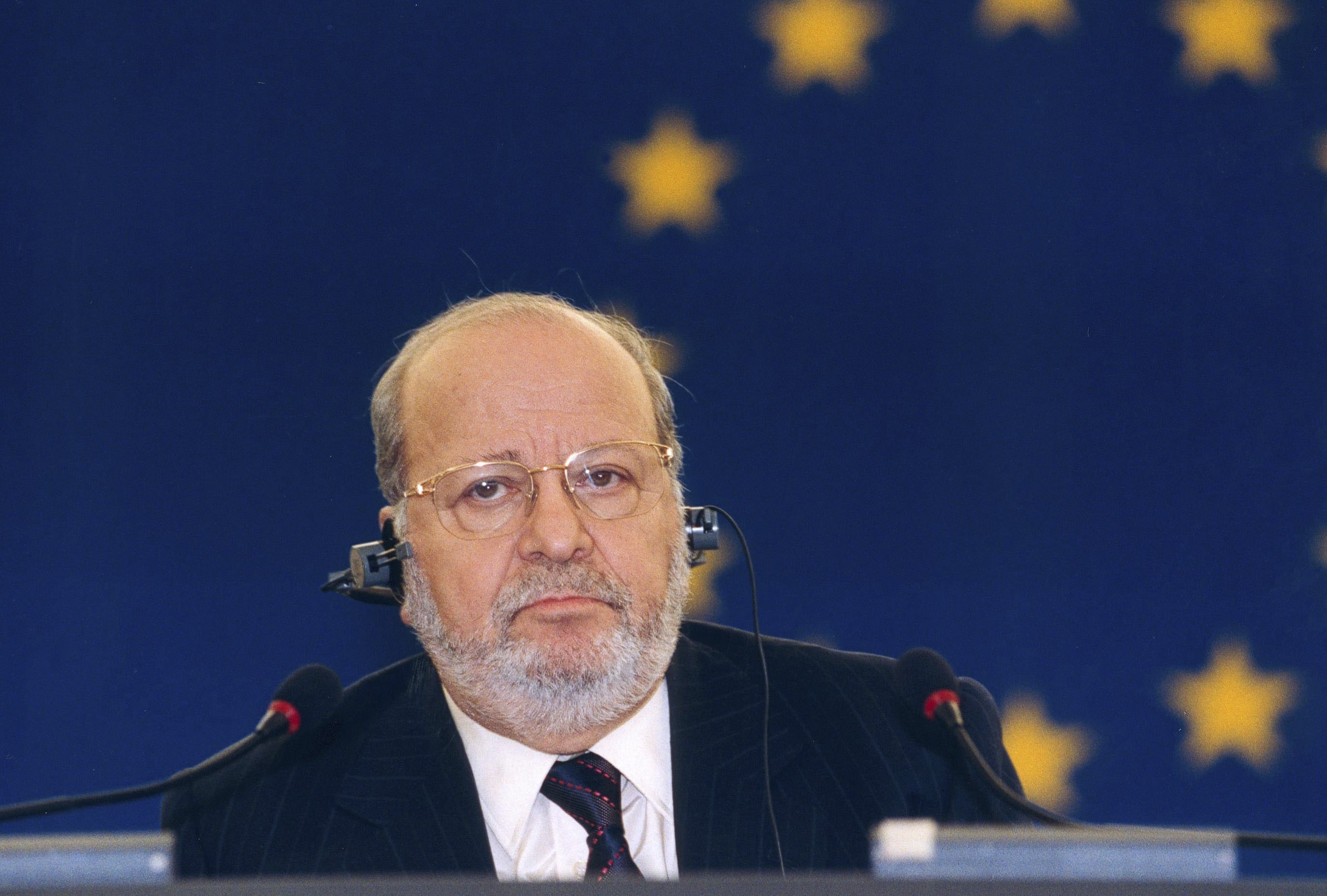
Antonios Trakatellis, 2012

Antonios Trakatellis (griechisch Αντώνιος Τρακατέλλης; * 4. September 1931 in Thessaloniki) ist ein griechischer Biochemiker und Politiker. Er war Mitglied des Europäischen Parlaments (MdEP).

## Leben

### Wissenschaft
Trakatellis erhielt 1955 einen Abschluss an der Medizinischen Fakultät der Universität Athen. 1958 wurde ihm dort der Doktortitel verliehen. 1961 erhielt er einen Abschluss in Chemie von der Fakultät für Physik und Mathematik.
Von 1956 bis 1961 spezialisierte er sich auf Mikrobiologie und Biochemie.
Er wurde Research Fellow am Department of Biochemistry der University of Pittsburgh Medical School (1961–1963) und dann Assistant Professor (1964–1965).
Später war er als Wissenschaftlicher Mitarbeiter (außerordentlicher Professor) in der Abteilung für Biochemie des Brookhaven National Laboratory Medical Research Center (1965–1968), dann Associate Professor für Biochemie an der Mount Sinai Medical School der City University of New York (1968–1971) und Professor (1971–1972).
27 Jahre lang war er ordentlicher Professor an der Abteilung für Biologische Chemie der Medizinischen Fakultät der Universität Thessaloniki (1972–1999). Er diente als Rektor der Aristoteles-Universität Thessaloniki (1988–1994). Er hat eine große Zahl an Veröffentlichungen über Insulin, Nukleinsäuren, Proteine und vitamin B6-Mangel.
2007 wurde er zum korrespondierenden Mitglied der Akademie von Athen gewählt.

### Politik
Für die Nea Dimokratia wurde er 2000 ins Europäische Parlament gewählt und sitzt bei der Europäischen Volkspartei. Er war Führer der Parlamentsgruppe der Nea Dimokratia.
Am 20. Juli 2004 wurde er als einer der 14 Vizepräsidenten des Europäischen Parlaments gewählt. Sein Mandat endete am 15. Januar 2007.

## Familie
Er ist der Bruder von Demetrios von Amerika.